# Bibel-Enzyklopädie des Archimandriten Nikifor

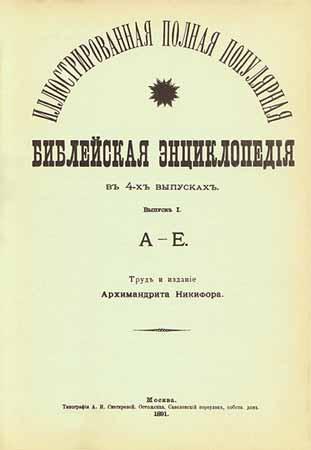
Bibel-Enzyklopädie des Archimandriten Nikifor (Titelseite des ersten Bandes, Moskau 1891)

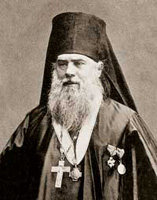
Archimandrit Nifikor (Baschanow)

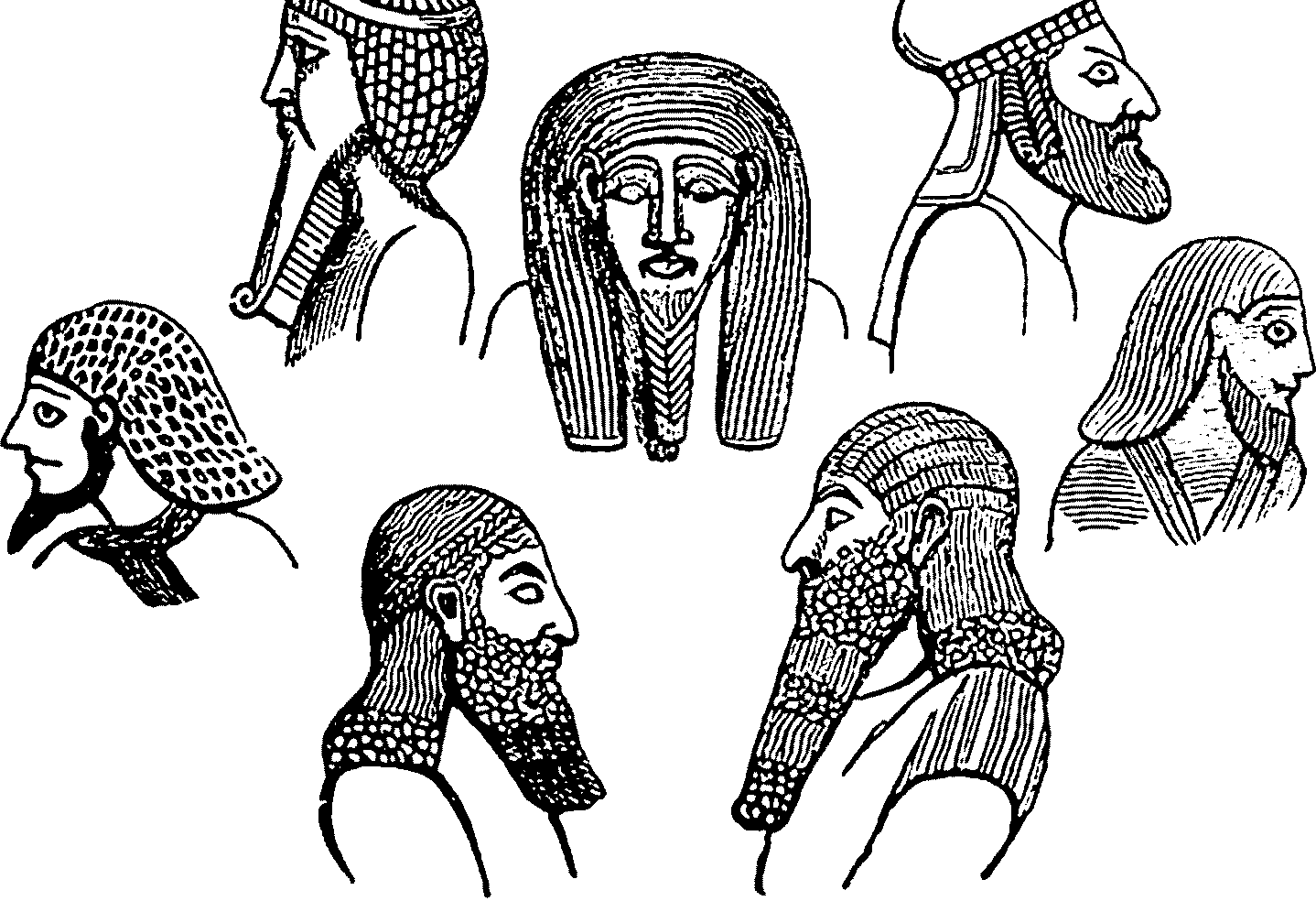
Bart- und Haarpflege bei den alten Ägyptern (Zeichnung aus dem Bibellexikon)

Illjustrirowannaja polnaja populjarnaja Bibleiskaja enziklopedija (russisch Иллюстрированная полная популярная Библейская энциклопедия, wiss. Transliteration Illjustrirovannaja polnaja populjarnaja Biblejskaja ėnciklopedija; etwa: „Illustriertes vollständiges populäres Bibellexikon“), im Russischen auch Bibel-Enzyklopädie des Archimandriten Nikifor (russisch Библейская энциклопедия архимандрита Никифора / Bibleiskaja enziklopedija archimandrita Nikifora, wiss. Transliteration Biblejskaja ėnciklopedija archimandrita Nikifora) genannt, ist ein russisches Bibellexikon, das 1891–1892 in Moskau in vier Bänden veröffentlicht wurde. Sein Autor war der Archimandrit Nikifor (mit weltlichem Namen Alexei Michailowitsch Baschanow, 1832–1895), ein geistlicher Schriftsteller und Abt des Wyssokopetrowski-Klosters (St. Peter-Kloster) in unmittelbarer Nähe des Moskauer Kremls.

## Inhalt
Die Enzyklopädie enthält etwa 7.500 Erläuterungen zu verschiedenen Begriffen aus den Büchern des Alten und Neuen Testaments. Theologische Begriffe, mit Ausnahme derjenigen mit streng biblischer Bedeutung, wurden weggelassen. Ziel der Ausgabe war es, Antworten auf fast alle Fragen zu geben aus den Bereichen 

„der biblischen Archäologie, der Architektur, der Astronomie, der Geographie, der Biographie der biblischen Gestalten, der Botanik, der geistlichen Bibliographie, der Militärwissenschaft, der Zoologie, der Landwirtschaft, der Kunst, der Mineralogie, der Meteorologie, der Medizin, der Mathematik, der Numismatik, der Pädagogik, der Physik, der Ethnographie usw.“